# Наступление ВСЮР в Дагестане
Наступление ВСЮР в Дагестане — операция Вооружённых сил Юга России по захвату Дагестана в мае 1919 года. В результате стремительного наступления область была взята без сопротивления, а Горская республика — ликвидирована.
При появлении отрядов ВСЮР у границ Дагестана в феврале 1919 года правительство Горской республики заручилось гарантиями английского командования в регионе о том, что генерал Деникин не поведёт дальнейшее наступление на них при условии совместной борьбы с большевизмом. После безрезультатных переговоров и столкновений в Чечне ВСЮР решилось на дагестанских поход в мае. Область была взята бескровно, Горские правительство и парламент были распущены, а в Дагестане образована проденикинская автономная власть во главе с Микаилом Халиловым.

## Предыстория
К началу 1919 года территория Дагестана была подконтрольна Горской республике, установившей свою власть при помощи османских частей. После вывода османских сил в Дагестан в декабре 1918 года прибыла британская миссия под руководством полковника Роулинсона. Английское командование заявило горцам, что вопрос их независимости будет решён на Парижской конференции, а до этого не стоит опасаться войск Деникина, который был в тесных связях с Антантой. Они также высказали просьбу не препятствовать пользованию деникинцами железной дорогой в пределах Горской республики. В связи с этим Горское правительство не видело во ВСЮР явной угрозы.
Белая армия тем временем захватила Кубань и двинулась по Северному Кавказу на восток, располагая, по словам Деникина, силами в 25 тысяч солдат и 75 орудий. 23 января 1919 года она захватила Грозный, ликвидировав советскую власть.

## Переговоры и бои в Чечне
1 февраля на территориях, где ВСЮР ликвидировали советскую власть, представители горского правительства попытались вступить в управление. Однако их встретили деникинцы, заявившие, что горское правительство не признают и что Терский край находится под управлением генерала Ляхова. Начались переговоры. Горские правительство и парламент не были единодушны по отношению к Деникину, офицерство в основном тяготело к нему, на съездах звучали призывы вооружиться и оказаться сопротивление ВСЮР. Глава Горской республики Коцев сослался на гарантии англичан и предложил денинскому командованию созвать общегорский съезд, где будет окончательно определена судьба Северного Кавказа.
Генерал Деникин безоговорочно отказался признавать независимость Горской республики, так как Северный Кавказ представлялся как часть «единой и неделимой России», из-за чего переговоры зашли в тупик. В конце марта ВСЮР начали наступление на горцев и вместе с тем предъявили ультиматум: они потребовали разоружения ингушей, передачи нефтяного района Грозного, мобилизации кавказцев во ВСЮР и уплаты контрибуций: 120 миллионов рублей с ингушей, и 30 миллионов с осетин-мусульман. Деникин начал обращаться отдельно к ингушам, чеченцам и дагестанцам для внесения раскола среди горцев. Белые при попытке вторгнуться в чеченские горы поначалу были отброшены, однако сумели захватить чеченскую равнину, приблизившись к Дагестану.
По воспоминаниям русского моряка Николая Лишина, узнав о взятии Белой армией линии Владикавказ-Грозный-Кизляр, русское население Петровска (ныне Махачкала) ликовало, большевики стали исчезать из города, а с оставшимися начали расправляться казаки.
У руководства ВСЮР было опасение, что Дагестан может перейти под власть большевиков, которые контролировали соседнюю Астрахань и готовились к десантированию в дагестанском приморье. Слабая горская армия, у которой в регулярном строю оставалось менее 500 человек, не была в состоянии противостоять регулярным частям Красной армии. Деникин приступил к силовому решению вопроса взятия стратегически важного Дагестана, который должен был стать частью южного тыла для ключевого похода Белой армии на Москву.

## Наступление
В середине мая был отдан приказ о наступлении. Белые части под командованием генерал-майора Драценко не встречали сопротивления. 18 мая был взят Хасавюрт. На фоне неспособности организовать оборону глава Горского правительства Коцев в этот же день объявил об отставке, на этом посту его сменил проденикинский генерал Микаил Халилов. 20 мая он согласился на вход белогвардейцев в Дагестан и приказал горским вооруженным силам не сопротивляться. 20 мая был взят Петровск. К 22 мая все приморские города и побережье Дагестана было под контролем ВСЮР.
23 мая правительство Горской республики ушло в отставку. Парламент был разогнан офицерами, так как большинство делегатов было против, часть парламентариев уехала в Тифлис для организации борьбы с ВСЮР. Властные полномочия перешли новообразованному временному правительству Дагестана во главе с Микаилом Халиловым.

Участник событий полковник Н. Каблицкий писал:
«…в конце апреля 1919 г. в Темир-Хан-Шуру приехал из Петровска во время заседания парламента полковник Магомедов, градоначальник этого города, с докладом, что Петровск занят добровольцами. Было это следующим образом. После того, как сопротивление чеченцев Добровольческой Армии было сломлено, оказалось возможным двигаться через плоскостную Чечню из Грозного в Хасав-Юрт. На эту часть уже не существовало ж/д сообщения: чеченцы разобрали и частью запахали путь. Между Хасав-Юртом и Петровском поддерживалось редкое ж/д сообщение: поезда не доходили даже до Хасав-Юрта. Мост через Сулак у Чир-Юрта охранялся ротой дагестанских стрелков. В один из апрельских дней на мосту появилась колонна войск. Ротный командир построил людей. К роте на мост в сопровождении нескольких офицеров вышел молодой генерал, который, подойдя к ротному командиру, спросил: „Друзья или враги?“. Офицер растерялся, ничего не ответил. Генерал поздоровался с ротой, на мост вошла колонна русских войск 3-й Терской пластунской бригады во главе с генералом Драценко. На станции Чир-Юрт оказалось несколько составов с паровозами, казаки немедленно погрузились в вагоны и через два часа как снег на голову оказались в Петровске, а несколько эшелонов проскочило на Дербент. Доклад полковника Магомедова об этом событии вызвал чрезвычайную панику. Парламент на скорую руку избрал правителем Дагестана генерала Халилова и затем разошелся. Так была ликвидирована Горская республика и началась оккупация Дагестана Добровольческой Армией. Население на это никак не реагировало, т. к. цели, которые ставило местное правительство, были совершенно чужды и интересам, и пониманию местного населения. Немедленно по занятии Петровска добровольцами началась спешная работа по восстановлению ж/д пути на участке Грозный – Хасав-Юрт…»
3 июня в столицу Дагестана Темир-Хан-Шуру прибыл генерал Эрдели, назначенный Деникиным главой Терско-Дагестанского края. Он заявил, при условии совместной борьбы с большевиками они готовы предоставить Дагестану широкую автономию вместо независимости, с гарантией невмешательства ВСЮР в его внутренние дела. Правительство Халилова признало их власть до созыва Учредительного собрания. В честь прибытия Эрдели был организован торжественный обед, где присутствовали Нух-бек Тарковский, Расул-бек Каитбеков, Магомед Джафаров, Даниял Апашев, Асельдер Казаналипов и другие.

## Итоги и последствия
По итогу наступления большая часть Дагестана была подчинена ВСЮР. Началось формирование органов управления на местах, в руководство которых назначались в основном местные офицеры императорской армии. После Дагестана ВСЮР предприняли неудачную попытку взятия Астрахани.
Авторитетный шейх и бывший муфтий Горской республики Нажмудин Гоцинский заявил, что мусульманам не следует ввязываться в войну с многочисленной и сильной Белой армией, видя в ней силу, которая покончит с большевиками. Неподконтрольной деникинцам оставалась территория, находившаяся под влиянием шейха Узун-Хаджи, который сосредоточил силы в горах и вёл войну с белыми в Чечне.
По оценке современника и советского историка Алибека Тахо-Годи, «в минуту смертельной опасности не только идее Горской Республики, но и всем завоеваниям революции и самому физическому существованию горцев — горское правительство не нашло ни слов, ни дел. Оно не смогло поддержать и организовать даже вековую ненависть горцев к казачеству. Привыкшее жить на готовом и в частной жизни и в государственной (опекунство турок» англичан и т. д.), оно оказалось не в состоянии самостоятельно двинуть массы на оборону. Оно не нашло не только революционного долга, но даже национального пафоса для движения масс. Президент и правительство позорно подали в отставку в самый ответственный и тяжелый момент, когда казалось только и нужно было с оружием в руках в союзе с кем угодно, хоть с чертом, с шейхами и муллами защищать то дело, из-за которого приходилось унижаться в передней европейской дипломатии».
Английское командование объяснило отход от данных ими горцам обещаний тем, что Горское правительство не имело авторитета среди населения, а большевистское влияние усиливалось. На жалобы горцев английский полковник Файн при деникинском штабе ответил, что «если добровольцы на моих глазах вас резали, то и тогда я бы не мог заступаться за вас, так как генерал Деникин и его армия являются властью, которую признает правительство короля Англии».
Занятие Дагестана ВСЮР встревожило руководство соседнего Азербайджана. Деникинцы заявили, что по отношению к Азербайджану «оно никаких агрессивных действий предпринимать не собирается, а допускает и признает его самостоятельность». Угроза ВСЮР привела к тому, что Грузия и Азербайджан подписали пакт о взаимной обороне 16 июня 1919 года, Армения отказалась присоединиться к этому пакту.
После установления деникинской диктатуры, начались репрессии против большевиков, которые ранее пытались поднять восстание и были арестованы горским правительством. 14 июля военно-шариатский суд приговорил Уллубия Буйнакского и четверых его соратников к расстрелу, остальных — к каторге. Ушедшие в подполье большевики во главе с Коркмасовым, сосредоточившись в Даргинском округе и вступив во взаимодействие с шейхом Али-Хаджи Акушинским, принялись организовывать восстание против ВСЮР. После ряда восстаний в Дагестане и наступления Красной Армии в конце марта 1920 года деникинские войска были окончательно выведены из Дагестана.

### Комментарии
1. ↑  в действительности это было в мае[18]
2. ↑  М. Алиев, В. Годжимагомаев, А. Исмаилов и Саид Адулхалимов